# Lijst van afleveringen van Lassie
Dit is een lijst met afleveringen van de Amerikaanse televisieserie Lassie. De serie telt 18 seizoenen. Een overzicht van alle afleveringen is hieronder te vinden.

## Seizoen 1
| Nr. | Titel aflevering | Uitzenddatum      |
| --- | ---------------- | ----------------- |
| 1   | Inheritance      | 12 september 1954 |
| 2   | Arithmetic       | 19 september 1954 |
| 3   | The Colt         | 26 september 1954 |
| 4   | The Gun          | 3 oktober 1954    |
| 5   | Mr. Peabody      | 10 oktober 1954   |
| 6   | The Convict      | 17 oktober 1954   |
| 10  | Lassie's Pups    | 14 november 1954  |
| 11  | The Job          | 21 november 1954  |
| 12  | The Carnival     | 28 november 1954  |
| 15  | The Fighter      | 19 december 1954  |
| 16  | The Contest      | 26 december 1954  |
| 18  | The Brat         | 9 januari 1955    |
| 20  | The Fawn         | 23 januari 1955   |
| 22  | The Cave         | 6 februari 1955   |
| 24  | The Well         | 20 februari 1955  |

## Seizoen 2
| Nr. | Titel aflevering | Uitzenddatum     |
| --- | ---------------- | ---------------- |
| 5   | The School       | 19 oktober 1955  |
| 10  | The Rival        | 13 november 1955 |
| 15  | The Gypsies      | 18 december 1955 |
| 28  | The Child        | 18 maart 1956    |

## Seizoen 3
| Nr. | Titel aflevering | Uitzenddatum      |
| --- | ---------------- | ----------------- |
| 2   | Friendship       | 16 september 1956 |
| 23  | Lassie's Day     | 10 februari 1957  |

## Seizoen 4
| Nr. | Titel aflevering | Uitzenddatum    |
| --- | ---------------- | --------------- |
| 8   | The Elephant     | 27 oktober 1957 |
| 21  | The Greyhound    | 26 januari 1958 |
| 40  | The Sermon       | 8 juni 1958     |

## Seizoen 5
| Nr. | Titel aflevering            | Uitzenddatum     |
| --- | --------------------------- | ---------------- |
| 7   | Fish out of Water           | 19 oktober 1958  |
| 20  | The Tree                    | 18 januari 1959  |
| 25  | The Cat That Came to Dinner | 22 februari 1959 |
| 33  | Teamwork                    | 19 april 1959    |
| 35  | The Camera                  | 3 mei 1959       |
| 36  | Peace Patrol                | 10 mei 1959      |

## Seizoen 6
| Nr. | Titel aflevering    | Uitzenddatum      |
| --- | ------------------- | ----------------- |
| 4   | The Mascot          | 27 september 1959 |
| 8   | The UNICEF Story    | 25 oktober 1959   |
| 12  | The Land Grabber    | 22 november 1959  |
| 15  | The Christmas Story | 25 december 1959  |
| 16  | Alias Jack and Joe  | 27 december 1959  |

## Seizoen 7
| Nr. | Titel aflevering       | Uitzenddatum     |
| --- | ---------------------- | ---------------- |
| 4   | The Rescue             | 2 oktober 1960   |
| 8   | The Blind Dog          | 30 oktober 1960  |
| 18  | The Wild Horse         | 15 januari 1961  |
| 19  | The Mad Dog            | 22 januari 1961  |
| 21  | Shadrack               | 5 februari 1961  |
| 23  | Cracker Jack           | 26 februari 1961 |
| 26  | The Fire Watchers      | 12 maart 1961    |
| 27  | Bessie                 | 26 maart 1961    |
| 28  | The Pigeon             | 2 april 1961     |
| 35  | Timmy and the Martians | 28 mei 1961      |

## Seizoen 8
| Nr. | Titel aflevering             | Uitzenddatum     |
| --- | ---------------------------- | ---------------- |
| 6   | The Winner                   | 15 oktober 1961  |
| 9   | Lassie Adopts the Fire Chief | 5 november 1961  |
| 11  | Joey                         | 19 november 1961 |
| 12  | Lassie's Wild Baby           | 26 november 1961 |
| 15  | Yochim's Christmas           | 24 december 1961 |
| 17  | Lassie's Protege             | 7 januari 1962   |
| 18  | The Black Sheep              | 14 januari 1962  |
| 19  | The Partnership              | 21 januari 1962  |
| 33  | Sanctuary                    | 6 mei 1962       |

## Seizoen 9
| Nr. | Titel aflevering    | Uitzenddatum     |
| --- | ------------------- | ---------------- |
| 6   | Fawn Patrol         | 4 november 1962  |
| 7   | Gentle Savage       | 11 november 1962 |
| 9   | Lassie's Ordeal     | 25 november 1962 |
| 10  | Howling Hero        | 2 december 1962  |
| 11  | A Career for Lassie | 16 december 1962 |
| 12  | Show Dog            | 30 december 1962 |
| 17  | Lassie's Fish Story | 3 februari 1963  |
| 27  | Operation Woodland  | 21 april 1963    |

## Seizoen 10
| Nr. | Titel aflevering              | Uitzenddatum     |
| --- | ----------------------------- | ---------------- |
| 6   | Three Alarm                   | 3 november 1963  |
| 12  | Lassie's Gift of Love: Part 2 | 22 december 1963 |
| 14  | Horse Thief                   | 5 januari 1964   |
| 22  | Lassie Counts Sheep           | 8 maart 1964     |

## Seizoen 11
| Nr. | Titel aflevering                   | Uitzenddatum     |
| --- | ---------------------------------- | ---------------- |
| 5   | Climb the Mountain Slowly          | 4 oktober 1964   |
| 6   | Leave It to Lassie and the Beavers | 11 oktober 1964  |
| 7   | Lassie and the Shifting Sands      | 18 oktober 1964  |
| 8   | Lassie and the Loner               | 25 oktober 1964  |
| 11  | Nature's Way                       | 22 november 1964 |
| 12  | Crossroad                          | 29 november 1964 |
| 13  | Mountain Mystery                   | 6 december 1964  |
| 14  | Realm of the Wild                  | 13 december 1964 |
| 15  | The Little Christmas Tree          | 20 december 1964 |
| 16  | Lassie Works a Miracle             | 27 december 1964 |
| 17  | It's an Ill Wind                   | 3 januari 1965   |
| 18  | Lassie and the Girl in the Canyon  | 10 januari 1965  |
| 20  | High Water                         | 31 januari 1965  |
| 22  | The Old Man in the Forest          | 14 februari 1965 |
| 26  | Day of Devotion                    | 14 maart 1965    |
| 27  | Tinderbox                          | 21 maart 1965    |
| 28  | Lassie and the Swamp Girl          | 28 maart 1965    |
| 30  | Runaround                          | 11 april 1965    |
| 31  | Long Ears                          | 28 april 1965    |
| 32  | Lassie's Teamwork                  | 9 mei 1965       |
| 33  | Honor Bright                       | 16 mei 1965      |

## Seizoen 12
| Nr. | Titel aflevering            | Uitzenddatum      |
| --- | --------------------------- | ----------------- |
| 1   | Lassie Meets a Challenge    | 12 september 1965 |
| 3   | Lassie and the Dynamite     | 26 september 1965 |
| 5   | Charlie Banana              | 10 oktober 1965   |
| 6   | In the Eyes of Lassie       | 17 oktober 1965   |
| 7   | Trouble at Paradise Lake    | 24 oktober 1965   |
| 8   | Little Dog Lost             | 31 oktober 1965   |
| 10  | In the Midst of Splendor    | 14 november 1965  |
| 11  | Lassie Saves a Life         | 21 november 1965  |
| 12  | The Waif                    | 28 november 1965  |
| 13  | Crisis                      | 5 december 1965   |
| 14  | Pitfall                     | 12 december 1965  |
| 15  | Temper the Wind             | 19 december 1965  |
| 16  | The Gift of life            | 26 december 1965  |
| 17  | Lassie Catches the Poachers | 2 januari 1966    |
| 18  | The Town That Wouldn't Die  | 16 januari 1966   |
| 19  | Just One Old Cow            | 23 januari 1966   |
| 21  | Cradle of the Deep          | 6 februari 1966   |
| 22  | The Homesick Hound          | 13 februari 1966  |
| 23  | The Silent Threat           | 20 februari 1966  |
| 24  | The Friendless              | 27 februari 1966  |
| 27  | Lassie's Rescue Mission     | 20 maart 1966     |
| 28  | The Doll                    | 27 maart 1966     |
| 29  | The Untamed Land            | 3 april 1966      |
| 30  | The Day the Mountain Shook  | 17 april 1966     |
| 32  | The Strongest Instinct      | 1 mei 1966        |

## Seizoen 13
| Nr. | Titel aflevering            | Uitzenddatum      |
| --- | --------------------------- | ----------------- |
| 1   | Lassie and the Buffalo      | 11 september 1966 |
| 2   | Danger Mountain             | 18 september 1966 |
| 9   | Lassie the Voyager: Part 4  | 6 november 1966   |
| 13  | Little Jim                  | 4 december 1966   |
| 14  | The Greatest Gift           | 25 december 1966  |
| 18  | Lassie's Litter Bits        | 22 januari 1967   |
| 19  | Day of the Bighorn          | 29 januari 1967   |
| 21  | A Matter of Seconds         | 19 februari 1967  |
| 22  | Never Look Back             | 26 februari 1967  |
| 23  | The Eighth Life of Henry IV | 5 maart 1967      |
| 24  | Lure of the Wild            | 12 maart 1967     |
| 25  | Most Dangerous Game         | 19 maart 1967     |
| 26  | Barney                      | 2 april 1967      |
| 27  | Return of the Charm         | 9 april 1967      |
| 28  | Winged Attack               | 16 april 1967     |
| 29  | Goliath                     | 23 april 1967     |
| 30  | Trapped                     | 30 april 1967     |

## Seizoen 14
| Nr. | Titel aflevering        | Uitzenddatum      |
| --- | ----------------------- | ----------------- |
| 3   | Cry of the Wild         | 24 september 1967 |
| 4   | The Guardian            | 1 oktober 1967    |
| 5   | Starfire                | 8 oktober 1967    |
| 6   | Brink of Oblivion       | 15 oktober 1967   |
| 7   | The Homeless            | 22 oktober 1967   |
| 8   | A Time of Decision      | 29 oktober 1967   |
| 10  | Rim of Disaster: Part 2 | 12 november 1967  |
| 11  | Ride the Mountain       | 19 november 1967  |
| 12  | Dangerous Journey       | 26 november 1967  |
| 13  | Fury at Wind River      | 3 december 1967   |
| 14  | Showdown                | 17 december 1967  |
| 17  | The Bracelet            | 7 januari 1968    |
| 18  | The Foundling           | 14 januari 1968   |
| 19  | Rescue Ridge            | 21 januari 1968   |
| 20  | White Wilderness        | 28 januari 1968   |
| 22  | The Searchers           | 11 februari 1968  |
| 23  | Countdown               | 18 februari 1968  |
| 24  | Escape to Danger        | 25 februari 1968  |
| 25  | The Ledge               | 3 maart 1968      |
| 26  | Hanford's Point         | 10 maart 1968     |

## Seizoen 15
| Nr. | Titel aflevering          | Uitzenddatum      |
| --- | ------------------------- | ----------------- |
| 1   | Lassie's Race for Life    | 29 september 1968 |
| 5   | Last Frontier             | 27 oktober 1968   |
| 11  | New Horizon               | 8 december 1968   |
| 12  | Out of the Frying Pan     | 15 december 1968  |
| 13  | Lassie and the 4-H Boys   | 15 december 1968  |
| 15  | What Price Valor?: Part 1 | 12 januari 1969   |
| 16  | What Price Valor?: Part 2 | 19 januari 1969   |
| 22  | Walden                    | 2 maart 1969      |

## Seizoen 16
| Nr. | Titel aflevering      | Uitzenddatum     |
| --- | --------------------- | ---------------- |
| 12  | The Blessing          | 21 december 1969 |
| 16  | The Road Back: Part 3 | 18 januari 1970  |

## Seizoen 17
| Nr. | Titel aflevering          | Uitzenddatum      |
| --- | ------------------------- | ----------------- |
| 2   | Lassie's Interlude        | 20 september 1970 |
| 11  | Here Comes Glory!: Part 1 | 22 november 1970  |
| 12  | Here Comes Glory!: Part 2 | 29 november 1970  |
| 13  | A Year of Sundays         | 6 december 1970   |

## Seizoen 18
| Nr. | Titel aflevering                | Uitzenddatum     |
| --- | ------------------------------- | ---------------- |
| 14  | Peace Is Our Profession: Part 1 | 28 januari 1972  |
| 15  | Peace Is Our Profession: Part 2 | 4 februari 1972  |
| 16  | Peace Is Our Profession: Part 3 | 11 februari 1972 |
| 17  | Peace Is Our Profession: Part 4 | 18 februari 1972 |